# Skutky Tomášovy
Skutky Tomášovy (zkratkou ActThom) jsou antický nekanonický (apokryfní, pseudepigrafický) spis o životě apoštola Tomáše. Byl zřejmě součástí manichejské sbírky skutků jednotlivých apoštolů. Skutky Tomášovy byly sepsány v první polovině 3. století v syrském jazyce. Jejich autor asi měl blízko ke gnosticismu, a v každém případě byl enkratita. Dochovala se syrská verze, která silně redukuje gnostický prvek, a dále řecký překlad, který je redigován méně. Existuje také latinská, arménská, etiopská a další verze.

## Děj
Skutky Tomášovy jsou rozděleny do třinácti takzvaných „příběhů“, „aktů“ (odtud Tomášovy „skutky“) a stejně jako kanonické Skutky apoštolů začínají shromážděním apoštolů v Jeruzalémě. Apoštol Tomáš, kterému se zde říká Juda Tomáš, někdy jen Juda, odmítá jet do Indie, kde je mu přiděleno misijní území. Když chce indický obchodník koupit na trhu s otroky tesaře, Ježíš mu nabídne Tomáše (syrsky toto jméno znamená Dvojče). Po dokončení obchodu dá Ježíš Tomášovi částku v hodnotě Tomášovy ceny, aby se apoštol mohl kdykoli vykoupit na svobodu. Tomáš tedy odcestoval do severozápadní Indie na lodi jako otrok, což sice není výslovně zmíněno v samotných Skutcích, ale traduje se to. Na cestách pak spolu se svým „dvojčetem“ Ježíšem koná obrácení a zázraky, až nakonec podstoupí mučednickou smrt. Apoštol Tomáš se na své cestě dostane mimo jiné do Taxily na dvůr krále Gundafora a jeho bratra Gada, kde má postavit palác pro krále. Jsou mu poskytnuty značné finanční prostředky, které však Tomáš nevyužívá na stavbu paláce, ale pro chudé. Když je králem konfrontován, říká, že mu postavil palác v nebi. Král zpočátku apoštolovi nevěří a rozhodne se ho potrestat. Bůh pak pošle královu bratrovi ve snu vidění nebeského paláce. Vize přesvědčí krále o pravdivosti Tomášových slov, a proto dovolí apoštolovi odejít. Tomáš pak provádí misii místního obyvatelstva, a stává se tak apoštolem Indů.
Příběh byl dlouho odmítán jako pouhá legenda bez historického základu. Až objev mincí v 19. století dokázal Gundaforovu historicitu.

## Myšlenky
Hlavním poselstvím Skutků Tomášových je výzva k askezi, zejména k sexuální abstinenci, protože všechno špatné podle nich pochází z pohlavního styku.
V textu jsou roztroušena četná kázání a hymny. Mezi nimi zejména takzvaná Svatební píseň a Píseň o perle jsou známé jako doklady gnostické doktríny o spáse. Zajímavé je také kázání o škodlivosti mít děti, které Ježíš v podobě Tomáše dává právě sezdanému královskému páru.
Skutky Tomášovy hrály důležitou roli jak v manicheismu, tak mezi křesťany syrské církve. Kniha atleta Tomáše, dochovaná v textech z Nag Hammádí, také vychází ze Skutků Tomášových. V manicheismu se Tomáš nakonec stává Didymem (arabsky at-Taum), zjevujícím andělem, který dovede Máního k víře. Nejasný je vztah k popisu Máního cesty do Indie, který částečně obsahuje srovnatelné motivy, a také vztah mezi edesskou tomášovskou tradicí a manichejským apoštolem Tomášem, který působil v Edesse.
Skutky Tomášovy byly dlouho respektovány jak manichejci, tak pravověrnými křesťany, ale nakonec byly na počátku 6. století v Decretum Gelasianum započteny mezi apokryfy odmítnuté církví.